# Jalàyir
Jalàyir o jalàïr fou una tribu que existia al segle xiii, classificada entre els mongols. Habitava les terres al sud de la confluència entre el riu Khilok i el Selenga, és a dir prop de l'Onon, era probablement una tribu turca vassalla dels mongols i asmilada per aquestos des del temps de l'heroi llegendari mongol Qaidu Vegeu dinastia jalayírida.

## Jalayirs al kanat de Txagatai
El fill de Genguis Kan, Txagatai, va tenir dos dels seus amirs de la tribu Jalayir. Un d'ells li fou assignat com un dels quatre grans contingents i es van establir al nord, a la regió de Khujand. A la meitat del segle xiv el cap dels Jalayirs del kanat de Txagatai era Bayazid Jalayir; quan el kan de Mogolistan Tughluk Timur va envair Transoxiana (1360), Bayazid es va sotmetre, però en retirar-se el kan Bayazid va fer aliança amb Hajji Barles i es van imposar a Tamerlà, el aliat dels mogols a Transoxiana; Hajji es va quedar amb Kish i Bayazid es va establir a Samarcanda com a gran amir. Quan el kan va retornar una segona vegada (1361) Bayazid li va anar a retre homenatge però va demorar en entregar les claus de Samarcanda i se li va tallar el cap. El lideratge va passar al seu fill Ali Dervix Jalayir que inicialment va servir a Husayn però després s'hi va girar en contra. El 1365 Bahram Jalayir, nebot de Bayazid Jalayir, fou enviat a Khujand per Tamerlà (1365) per assegurar la fidelitat de l'Horda de Jalayir. Ali Dervix Jalayr fou derrotat i desposseit del comandament del tuman dels Jalayirs, que va agafar el propi Bahram Jalayir; però desconfiant de que la guerra entre Husayn i Tamerlà fos duradora, es va quedar a la frontera del Mogolistan sense retornar (1366); va reforçar els llaços tradicionals dels Jalayir amb el kan de Mogolistan i va rebre el govern de Taixkent (vers 1366). Ali Dervix Jalayir es va sotmetre a Tamerla vers el 1367. El 1370, després de la derrota i mort d'Amir Husayn, una de les seves esposes, Sevinj Qutlug Agha, germana del ex kan Tarmaixirin, que havia estat casada en primeres noces amb Bayazid Jalayir (i era la mare d'Ali Dervix Jalayir), fou entregada pel vencedor Tamerlà, com esposa, a Bahram Jalayir, tot i que era un aliat incert de Tamerlà i seguia a la frontera del Mogolistan. Bahram va morir abans del 1374 data en què ja l'havia succeit el seu fill Adil Shah Jalayir. El 1375 Ali Dervix i el seu germà Muhammad Dervix Jalayir, foren executats per ordre de Tamerlà, acusats de participar en la conspiració de Shaikh Muhammad Buyan Sulduz. El 1377 Adil Shah Jalayir que havia participat en una revolta i s'havia negat a sotmetre's, fou executat i Tamerlà va dividir el tuman temporalment fins que el 1379 el va reagrupar i va donar el comandament a Sarbugha Jalayir al que va succeir el seu fill Birdi Beg. A la mort de Tamerlà el 1405 els jalayir apareixen establerts a la regió d'Otrar. Umar Xaikh va tenir dues esposes o concubines de la tribu Jalayir, amb les que va tenir fills.